# Пам'ятай мене (фільм, 2003)
«Пам'ятай мене» («Ricordati di me») — італійський кінофільм 2003 року, знятий режисером Габріеле Муччіно на кіностудії «Medusa Film».

## Сюжет
Криза середнього віку для Карло Рістучча збіглася з кризою в сімейному житті. Діти виросли і в кожного свої проблеми: 18-річна донька Валентіна готова зробити все заради участі в найпопулярнішому телешоу країни, син Паоло нерозділено закоханий і палить траву. Дружина, колись кохана, тепер тільки дратує. У цей період Карло зустрічає любов своєї юності, красуню Алессію, яка стає його коханкою та музою.

## У ролях
- Фабріціо Бентівольо — Карло Рістучча
- Лаура Моранте — Джулія Рістучча
- Ніколетта Романофф — Валентіна Рістучча
- Сільвіо Муччіно — Паоло Рістучча
- Моніка Беллуччі — Алессія
- Габріеле Лавіа — Альфредо
- Енріко Сільвестрін — Стефано
- Сільвія Коен — Елен
- Альберто Джіміньяні — Рікардо
- Аманда Сандреллі — Луїза
- Стефано Сантоспаго — роль другого плану
- К'яра Масталлі — роль другого плану
- Ріккардо Дзінна — роль другого плану
- Джулія Мікеліні — роль другого плану
- Марія К'яра Аудженті — Анна Пеззі
- Блас Рока-Рей — роль другого плану
- П'єтро Таріконе — роль другого плану
- Андреа Ронкато — роль другого плану
- Барбара Де Нунтіс — роль другого плану
- Массімо Молеа — роль другого плану
- Ніколь Мурджа — роль другого плану
- Андреа Сама — роль другого плану
- Савіана Скальфі — роль другого плану
- Лучія Вазіні — роль другого плану
- Клеменца Фантоні — роль другого плану
- Барбара К'єза — К'яра
- Елеонора Скопелліті — Аліна
- Клаудіо Пульїзі — роль другого плану
- Ізабелла Орсіні — Лучія
- Ванесса Сампаолезі — роль другого плану
- Роберта Карточчі — роль другого плану

## Знімальна група
- Режисер — Габріеле Муччіно
- Сценаристи — Габріеле Муччіно, Хейдран Шліф
- Оператор — Марчелло Монтарсі
- Композитори — Паоло Буонвіно, Раймон Ле Сенешаль
- Художник — Паола Біццаррі
- Продюсери — Надін Луке, Доменіко Прокаччі